# Pedro Petrone
Pedro Petrone   (Montevideo, 11 de maig de 1905 - Montevideo, 13 de desembre de 1964) fou un futbolista uruguaià que va competir durant les dècades de 1920 i 1930.
Conegut com el artillero, Petrone fou un davanter golejador. Defensà els colors de Nacional, on guanyà dues lligues uruguaianes (1924, 1934) i a Itàlia els de l'ACF Fiorentina, on marcà 37 gols en 44 partits, essent màxim golejador de la lliga la temporada 1931-32.
Amb la selecció de l'Uruguai disputà 29 partits i marcà 24 gols. Va participar en els Jocs Olímpics d'Estiu de 1924 realitzats a París (França), on aconseguí guanyar la medalla d'or en la competició masculina de futbol, i posteriorment aconseguí revalidar el seu títol olímpic en els Jocs Olímpics d'Estiu de 1928 realitzats a Amsterdam (Països Baixos). Així mateix guanyà un campionat del món (1930) i dues Copes Amèrica.

## Palmarès
- Copa del Món: 1
  - 1930
- Jocs Olímpics: 2
  - 1924, 1928
- Copa Amèrica: 2
  - 1923, 1924
- Campionat uruguaià de futbol: 2
  - Nacional: 1924, 1933

### Individual
- Capocannoniere: 1
  - 1931/32[3]